# Трелл Кіммонс
Трелл Кіммонс  (англ. Trell Kimmons, 13 липня 1985) — американський легкоатлет, олімпійський медаліст.

## Виступи на Олімпіадах
| Олімпіада   | Дисципліна              | Місце |
| ----------- | ----------------------- | ----- |
| Лондон 2012 | естафета 4 x 100 метрів | 2     |